# Ukrtelecom
Ukrtelecom (ukr. Укртелеком) – ukraińskie przedsiębiorstwo telekomunikacyjne z siedzibą w Kijowie.
Przedsiębiorstwo zostało założone w 1991 roku.